# Zhengshan
Zhengshan (kinesiska: 郑山街道, 郑山) är en socken i Kina. Den ligger i provinsen Shandong, i den östra delen av landet, omkring 240 kilometer sydost om provinshuvudstaden Jinan. Antalet invånare är 40209. Befolkningen består av 19 499 kvinnor och 20 710 män. Barn under 15 år utgör 19,0 %, vuxna 15-64 år 70 %, och äldre över 65 år 9,0 %.
Genomsnittlig årsnederbörd är 1 024 millimeter. Den regnigaste månaden är juli, med i genomsnitt 321 mm nederbörd, och den torraste är januari, med 9 mm nederbörd.